# Jason Isbell and The 400 Unit
Jason Isbell and The 400 Unit è il secondo album in studio del cantante statunitense Jason Isbell, pubblicato nel 2009 a nome Jason Isbell and The 400 Unit.

## Tracce
1. Seven-Mile Island – 4:16
2. Sunstroke – 5:15
3. Good – 4:45
4. Cigarettes and Wine – 6:45
5. However Long – 4:17
6. Coda – 2:05
7. The Blue – 4:57
8. No Choice in the Matter – 5:30
9. Soldiers Get Strange – 4:07
10. Streetlights – 4:10
11. The Last Song I Will Write – 5:54

Tracce Bonus - Edizione Deluxe
1. When My Baby's Beside Me – 3:36
2. Streetlights (acoustic) – 3:47
3. The Blue (acoustic) – 4:23
4. Cigarettes and Wine (acoustic) – 5:38